# Таиаро
Таиаро (фр. Taiaro) — атолл в архипелаге Туамоту. Принадлежит Французской Полинезии.

## География
Атолл Таиаро расположен в северо-западной части архипелага Туамоту. Омывается водами Тихого океана. В 42 км к юго-западу от острова расположен атолл Рарака. Ближайший материк, Южная Америка, находится в 6200 км.
Остров Таиаро, как и другие острова Туамоту, имеет коралловое происхождение и представляет собой атолл округлой формы, состоящий из большого количества небольших островков, или моту, максимальная ширина которых не превышает 700 м. В центре Таиаро расположена лагуна, полностью изолированная от океанических вод. Её глубина варьирует от 15 до 20 м, а площадь составляет 12 км². Площадь сухопутной части атолла — 6 км². Высшая точка острова достигает всего 5 м.
Климат влажный тропический. Таиаро подвержен разрушительному действию тропических циклонов и цунами.

## История
Таиаро был открыт только в 1835 году капитаном Робертом Фицроем (англ. Captain Robert FitzRoy), таким образом, этот атолл стал последним островом в архипелаге Туамоту, открытым жителями Запада. В 1839 году остров посетила экспедиция американского путешественника Чарльза Уилкса, который назвал его «Островом Кинга» (англ. King's Island) в честь моряка, первым заметившим Таиаро с борта корабля.
В 1972 году частный владелец острова, У. Робинсон, объявил его природным заповедником, а в 1977 году ЮНЕСКО предоставило Таиаро статус биосферного заповедника.
В настоящее время (29.07.2015) остров предлагается к продаже за € 6 900 000.

## Административное деление
Административно входит в состав коммуны Факарава.

## Население
Атолл необитаем (2007).